# Девушка-островитянка
Де́вушка-островитя́нка, Са́арепийга (эст. Saarepiiga) — персонаж эстонского народного эпоса «Калевипоэг». Упоминается в четвёртой и седьмой песнях эпоса. 

## Песнь четвёртая
Плавание Калевипоэга * Девушка-островитянка * Песнь о море
Калевипоэг могучими гребками плывёт по морю к берегу Финляндии, чтобы спасти свою мать Линду из рук похитившего её финского знахаря Туслара. Около полуночи он достигает острова, где решает остановиться на отдых. Перед тем, как лечь спать, он слышит пение девушки: 
... Из великих недр покоя
Переливы звонкой песни
Донеслись, ушей коснулись,
Сладкой песни лад красивый,
Молодой девичий голос,
Будто посвист соловьиный...
Калевипоэг напрягает слух и слышит слова песни:
«Далеко мой милый спутник,
За морями мой любимый,
На него хоть раз бы глянуть!
Между нами, мой любимый,
Море бурное, глухое,
Пять больших озёр глубоких,
Шесть лесных дремучих дебрей,
Семь болот непроходимых...
...Да других препятствий — двадцать.
Мне нельзя уйти отсюда,
Он прийти сюда не может,
Голос милого и в месяц
До меня не донесётся.
Год прожду и не дождусь я
Жарких милого объятий,
Счастья на груди у друга!..
Если есть на свете счастье,
Пусть любимый счастлив будет.
...Столько шлю ему приветов,
Сколько волн на синем море,
Сколько звёзд на ясном небе!»
Калевипоэг отправляется на поиски певуньи и видит девушку у костра под сенью дуба: 
Перед тем огнём сидела
Златоклювая певунья...
Кудри шею ей обвили,
В складках тонкая рубашка
Грудь высокую накрыла.
Не она ль так сладко пела,
Полевой звенела пташкой,
О своей печали тайной,
О тоске сказала в песне?
Девушка сторожит холстины, которые она выткала сама и разостлала на траве для отбеливания под солнцем. Калевипоэг начинает петь девушке в ответ:
Что грустишь ты о далёком,
Об отсутствующем плачешь,
Сирою вдовой тоскуешь?
... Здесь я, рядом я с тобою!
Близко я, смотри, как близко!
Близко дорогой супруг твой.
Близко милого объятья!
...Близко он, глазами виден,
Лучший он жених в округе...
Девушка идёт на пение Калевипоэга, видит молодого богатыря. «Задержалась, заболталась», «с детской глупостью уселась ненароком возле мужа на прибрежном гладком камне»:
Что случилось, приключилось
С девушкой-островитянкой,
С бедной тоненькой тростинкой,
Что вдруг криком закричала,
Застонала слёзным стоном,
Жалобно зовя на помощь?
Иль у ней в объятьях мужа,
В богатырской той охапке,
В бёдрах жилочки порвались,
Кости в теле захрустели?
Крики девушки слышат её мать и старый отец, который выбегает из дома, схватив дубину:
А когда старик увидел
Мужа сильного у моря,
Выпала из рук дубина,
Слово грозное застряло
В пересохших связках горла,
От испуга побледнел он.
Молодая дочь понуро
На краю скалы стояла,
Робких глаз не поднимая,
Опустив лицо, скрывая
Жарко вспыхнувшие щёки,
Не сказав отцу ни слова.
Калевипоэг в это время сидит в выбоине скал на камне. Без страха спрашивает он старца, не видел ли тот Туслара. В ответ отец девушки говорит, что видел Туслара очень давно, и спрашивает, кто он сам такой — «храбрый витязь», «сын могучий». Калевипоэг рассказывает о том, кто его отец и мать; чужака робко слушает и девушка:
Как покойник, побледнела,
Обмерла она, когда он
Калева отцом, а Линду
Матерью назвал своею.
Слабенькая, тоненькая,
Насмерть перепуганная,
К берегу она метнулась,
На крутом краю обрыва
Ненароком оступилась...
Поскользнувшись, девушка падает в море, и волны погребают её на дне морском. Её отец зовёт на помощь. Калевипоэг ныряет в пучину, чтобы спасти девушку, но не может найти её в морской бездне. Попрощавшись с несчастным отцом, Калевипоэг опять плывёт мощными гребками в сторону Финляндии. Убитые горем родители ищут тело дочери при помощи длинных граблей, боронят подводные травы, ямы и пещеры. Вытаскивают они на берег «стройный дуб», «золотую ель», «яйцо орлицы», «шлем железный», «рыбу», «чан серебряный», но любимую дочь так и не находят. После её гибели рождается на побережье песня-сказание о Девушке-островитянке — «Песнь о море», среди слов которой есть просьба дочери к отцу и матери:
Ты не плачь, отец мой милый!
Не тоскуй, моя родная!
Под водой нашла я дом свой,
Тихий кров — на дне глубоком,
Горенку — в морской пещере,
Гнёздышко — в морском тумане.

## Песнь седьмая
Возвращение * Песня теней * Рассказы братьев о поисках матери  * На могиле отца
Призрак погибшей Девушки-островитянки является Калевипоэгу, когда он на лодке Туслара возвращается домой и проплывает мимо острова, где она жила. Над морем раздаётся пение, Калевипоэг прислушивается и понимает, кто это поёт:
Видит: тень девичья встала
Из глубин морских бездонных.
Как чирок, она стонала
Пела птицей водяною:
«В волны девушка нырнула,
Куковать пустилась в море:
Там дитя развеселится,
Позабудет злое дело,
Горе чёрное потушит.
Ох ты, братец кровожадный,
Ты зачем в любви ошибся?
...Я пошла качаться в море,
Песни петь в волнах широких...
В песне девушки есть слова о том, что за свой поступок Калевипоэг уплатит великий долг. В сердце Калевипоэга рождается горькая жалость к девушке, а на сердце ложится тяжесть, ведь он повинен ещё в одной смерти: на пиру, в пьяной злой перебранке он убил сына финского кузнеца, который семь лет ковал Калевипоэгу богатырский меч. 
Зло двукратное свершил он:
В первый раз — беды не чая,
Во второй — по неразумью.